# 포트로더데일 스트라이커스
포트로더데일 스트라이커스(Fort Lauderdale Strikers)는 미국 플로리다주 포트로더데일을 연고지로 하는 프로 축구팀이다. 북미 사커 리그 소속으로 성적은 중상위권에 속한다. 홈구장은 과거 메이저 리그 사커의 마이애미 퓨전 FC가 사용했던 록하트 스타디움을 사용한다. 원래 팀 명칭은 마이애미 FC(2015년에 똑같은 이름의 마이애미 FC가 창단되었음)였으나 2011년에 구단명을 포트로더데일 스트라이커스로 변경하였다.

## 역대 홈경기장
| 경기장                 | 사용기간      | 장소                       | 팀명                      | 비고 |
| ---------------------- | ------------- | -------------------------- | ------------------------- | ---- |
| 트로피칼 파크 스타디움 | 2006년~2008년 | 플로리다주 올림피아 하이츠 | 마이애미 FC               | 빈칸 |
| 마이애미 오렌지 볼     | 2007년        | 플로리다주 마이애미        | 마이애미 FC               | 빈칸 |
| FIU 스타디움           | 2009년        | 플로리다주 마이애미        | 마이애미 FC               | 빈칸 |
| 록하트 스타디움        | 2008년~2016년 | 플로리다주 포트로더데일    | 포트로더데일 스트라이커스 | 빈칸 |

## 역대 감독
| 감독                | 임기        |
| ------------------- | ----------- |
| 에크하르트 크라우춘 | 1981 ~ 1982 |
| 지뉴                | 2006 ~ 2009 |

## 같이 보기
- 마이애미 퓨전 FC